# Agron
Agron je bio sin kralja Pleuratusa i drugi kralj Ilirije. Vladao je od 250. do 230. godine pr. Kr. Pod Agronom, Iliri su bili na vrhuncu svoje vojne moći, i na moru i na kopnu. Nitko od susjeda Ilira u to vrijeme nije ni približno bio toliko moćan. Agronovo kraljevstvo se prostiralo većim dijelom povijesnog područja Ilirije u uključujući i otok Hvar. Sa svojim brzim i pokretljivim galijama - liburnama, Iliri su agresivno djelovali po grčkim kolonijama u Jadranskom moru te tako osim Hvara pripojili i otok Krf i zaprijetili otoku Visu.
Godine 231. pr. Kr. Demetrije II., makedonski kralj, zatražio je vojnu pomoć od Agrona protiv napada Etolskih Grka i okupacije grada Mediona. Agron se odazvao molbama makedonskog kralja te su Iliri uputili 100 brodova i 5000 ratnika u pomoć. Pod okriljem noći su se iskrcali i brzo savladali i natjerali Etolske Grke u bijeg. Pobjednička vojska Ilira se vratila kući s velikim ratnim plijenom, a Agron je bio toliko sretan zbog pobjede da je zbog prekomjernog slavljeničkog uživanja u vinu preminuo 231. godine pr. Kr. Prema povjesničaru Polibiju Agron je umro od napada pleuritisa. Njegov sin, Pineus, naslijedio ga je i bio kralj, ali samo de jure, sljedećih trinaest godina. Kraljica Teuta vladala je kao regent umjesto tada maloljetna Pineusa.